# أم الرب
أم الرب هي إحدى القرى اللبنانية من قرى جبل عامل (قضاء صور) في محافظة الجنوب.

## الموقع
تقع بالقرب من بلدة الناقورة